# ساموئل باراته
ساموئل باراته (فرانسوی: Samuel Barathay‎؛ زادهٔ ۱ ژوئن ۱۹۶۸) قایقران روئینگ اهل فرانسه است.